# Mariel Hemingway
Mariel Hemingway (Mill Valley, Califòrnia, 22 de novembre de 1961) és una actriu estatunidenca.

## Biografia

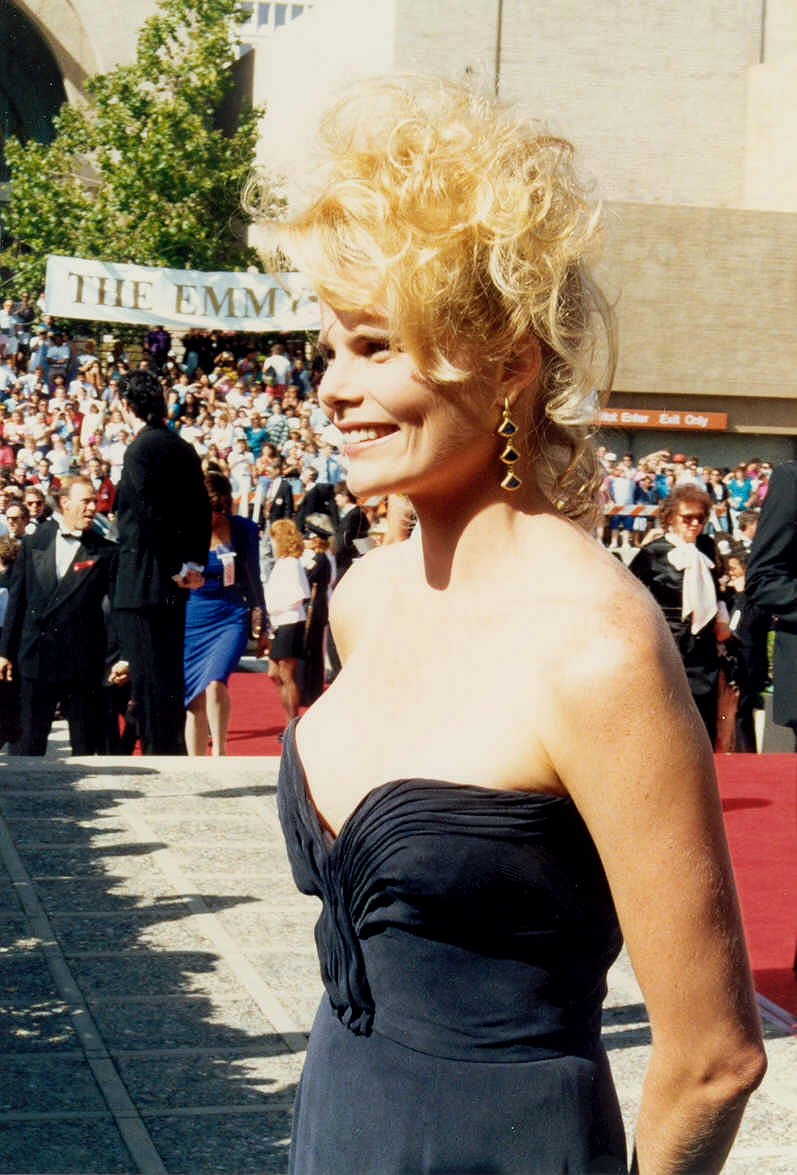
Mariel Hemingway en la catifa vermella en els premis Emmy (1992). Fotografia d'Alan Light

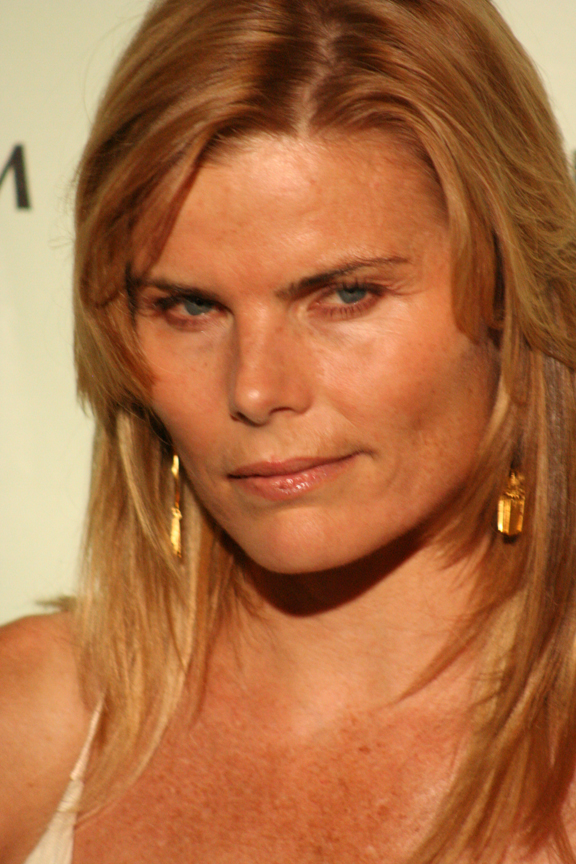
Mariel Hemingway a la Gal·la Farm (2006)

Mariel Hadley Hemingway és filla de Byra Louise Whittlesey i de Jack Hemingway (escriptor).
El seu avi patern va ser el famós escriptor Ernest Hemingway i la seva germana era Margaux Hemingway (morta el 1996).
Mariel mai va conèixer el seu avi, ja que es va suïcidar uns mesos abans del seu naixement.
El seu primer nom prové del port cubà de Mariel, un llogaret que el seu pare i el seu avi visitaven freqüentment per pescar.
El seu segon nom prové de la seva àvia paterna, la primera esposa d'Ernest Hadley Richardson.
Mariel Hemingway va créixer a Ketchum (Idaho), on vivia el seu pare i el seu avi patern va passar molt temps pescant i escrivint.
Mariel també va passar part de la seva adolescència a Nova York i Los Angeles.
El primer paper de Hemingway va ser amb la seva germana Margaux en la pel·lícula El pintallavis (1976).
La pel·lícula no va ser considerava gaire bona, però va haver-hi diverses apreciacions sobre l'excel·lent actuació de Mariel i va ser nominada com a "Best Newcomer" ('millor novençana') pels Premi Globus d'Or d'aquest any.
El paper més important de Hemingway va ser en la pel·lícula Manhattan de Woody Allen, en la qual va representar una estudiant de secundària que és amant d'Allen.
Tenia 16 anys durant la filmació, i va ser nominada a un Oscar a la millor actriu secundària.
En la pel·lícula Personal Best (1982) va representar una atleta bisexual.
Aquesta pel·lícula va tenir algunes escenes d'amor lèsbiques que van ser bastant xocants per a l'època.
Té un perfum, "Mariel", d'H2O+.

## Vida personal
Hemingway es va casar el 9 de desembre de 1984 amb l'escriptor i director Stephen Crisman; es van divorciar el 2008. És mare de dos fills: Dree Louise Hemingway, nascuda el 1987 i Langley, nascut el 1989.

## Filmografia
Filmografia:
- 1976: El pintallavis (Lipstick): Kathy McCormick
- 1979: Manhattan: Tracy
- 1982: Personal Best: Chris Cahill
- 1983: Star 80: Dorothy Stratten
- 1985: Creator: Meli
- 1985: The Mean Season: Christine Connelly
- 1987: Amerika: Kimberly Ballard
- 1987: Superman IV: The Quest for Peace: Lacy Warfield
- 1988: Steal the Sky: Helen Mason
- 1988: Sunset: Cheryl King
- 1991: Delirant (Delirious): Janet Dubois/Louise
- 1992: Falling From Grace: Alice Parks
- 1996: Bad Moon: Janet
- 1997: Desmuntant Harry (Deconstructing Harry): Beth Kramer
- 1999: The Sex Monster: Laura Barnes
- 1999: First Daughter: Alex McGregor
- 1999: American Reel: Disney Rifkin
- 2000: The Contendre: Cynthia Charlton Lee
- 2001: Perfume: Leese Hotton
- 2005: Avion Presidencial 2: Agent Delaney
- 2006: In Her Line of Fire: Lynn Delaney
- 2007: Nanking, com la missionera Minnie Vautrin
- 2008: The Golden Boys: Martha
- 2008: My Suïcide: Charlotte Silver
- 2012 Rise of the zombies

## Premis i nominacions

### Nominacions
- 1980: Oscar a la millor actriu secundària per Manhattan
- 1980: BAFTA a la millor actriu secundària per Manhattan
- 1993: Globus d'Or a la millor actriu en sèrie de televisió dramàtica per Civil Wars